# Park Kyung-hoon
Dans ce nom coréen, le nom de famille, Park, précède le nom personnel.
Park Kyung-hoon (coréen : 박경훈) (né le 19 janvier 1961 à Séoul en Corée du Sud) est un footballeur international sud-coréen, qui évoluait au poste de défenseur, avant de devenir entraîneur.

## Biographie

### Carrière de joueur

#### Carrière en sélection
Avec l'équipe de Corée du Sud, il joue 83 matchs (pour un but inscrit) entre 1980 et 1990. Il figure notamment dans le groupe des sélectionnés lors des coupes du monde de 1986 et de 1990. Il joue trois matchs lors du mondial 1986 et à nouveau trois lors de l'édition 1990.
Il participe également aux JO de 1988, ainsi qu'aux coupes d'Asie des nations de 1984 et de 1988. Il joue trois matchs lors du tournoi olympique.

## Palmarès
Corée du Sud
- Coupe d'Asie des nations :
  - Finaliste : 1988.